# Daniela Lebang

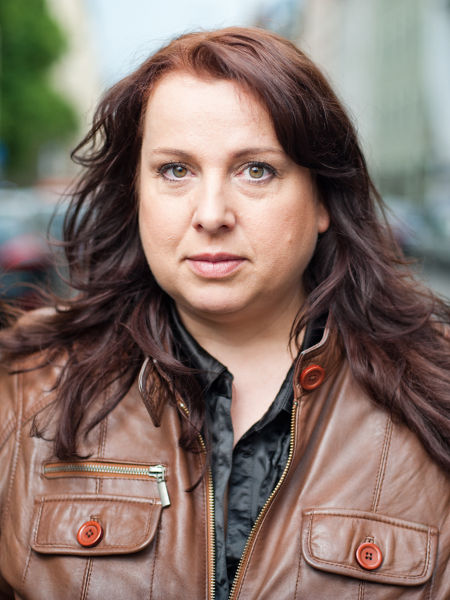
Daniela Lebang (2012)

Daniela Lebang (* 1967 in Bonn) ist eine deutsche Schauspielerin.

## Werdegang
Daniela Lebang absolvierte ihre Schauspielausbildung von 1985 bis 1988 in Hamburg bei der Schauspielschule Bühnenstudio Hamburg. Es folgten etliche Engagements an Theatern sowie bei Film- und Fernsehproduktionen.
In dem TV-Drama Gladbeck – Wettlauf mit dem Tod spielte sie die überlebende Geisel Ines Voitle.
Von 2007 bis 2016 gehörte sie in einer durchgehenden Rolle als Tamara Schmitz zum festen Ensemble der WDR-Produktion Stratmanns.
Unter der Regie von Lars von Trier und in Zusammenarbeit mit der dänischen Filmproduktionsfirma Zentropa spielte sie 2012 in dem Kinospielfilm Nymphomaniac die Rolle der Brunelda.
2015 war sie in Wilsberg: 48 Stunden (Regie: Dominic Müller) und im Kölner Tatort Tanzmariechen (Regie: Thomas Jauch) zu sehen.
2019 stand sie als Sabine in dem von Warner Bros./Rat Pack produzierten Kinofilm Der letzte Bulle mit Henning Baum unter der Regie von Peter Thorwarth, vor der Kamera.
2020 folgte eine durchgehende Rolle als Merle in Tonis Welt, ein Spin-Off der Serie Club der roten Bänder, produziert von Bantry Bay Productions und VOX unter der Regie von Felix Ahrens und Felix Binder.
Als Wilsbergs Nachbarin Johanna Schulte spielte sie 2020 in der ZDF-Produktion    Wilsberg – Überwachen und belohnen       (Regie: Dominic Müller) mit.
Ebenfalls spielte sie 2020 in der Degeto-/FFP-New-Media-/ARD-Produktion „Sterben können wir später“ (Regie: Ingo Rasper) mit und in „Ingo Thiel – Ein Mädchen wird vermisst“ mit Heino Ferch in der Hauptrolle und unter der Regie von Markus Imboden.

## Film/Fernsehen (Auswahl)
- 1999: Gladbeck – Wettlauf mit dem Tod RTL / Regie: Geronimo Beckers
- 2007: Jakobs Bruder (Kino) Arte / NDR  / Regie: Daniel Walta
- 2011: Danni Lowinski (SAT 1) / Regie: Uwe Janson
- 2011: Gefangen (Kurzfilm) / Regie: Daniel Scheier
- 2011: Wilsberg – Die Bielefeld-Verschwörung / Regie: Hans-Günther Bücking
- 2012: Zwischen den Zeilen (ARD) – Beschwingte Swinger / Regie: Lars Montag
- 2013: Nymphomaniac (Kinospielfilm) / Regie: Lars von Trier
- 2013:  Hirschhausens Quiz des Menschen (ARD) / Regie: Jens Hinricher/Bastien Vermeer
- 2014: Mord mit Aussicht – Gulasch für den Geiselnehmer (ARD) / Regie: Christoph Schnee
- 2015: Happy Hour (GRINGO Films, WDR, Arte) / Regie: Franz Müller
- 2015: Wilsberg – 48 Stunden (ZDF) / Regie: Dominic Müller
- 2017: Tatort: Tanzmariechen (WDR) / Regie: Thomas Jauch
- 2019: Der letzte Bulle (Rat Pack Filmproduktion / Warner Bros. /  ProSiebenSat1) / Regie: Peter Thorwarth
- 2021: Tonis Welt (Bantry Bay Productions / VOX) / Regie: Felix Ahrens und Felix Binder
- 2020: Ingo Thiel – Ein Mädchen wird vermisst (Lailaps Pictures / ZDF) / Regie: Markus Imboden
- 2021: Wilsberg – Überwachen und belohnen (Warner Bros. / ZDF) / Regie: Dominic Müller
- 2022: Ein Wahnsinnstag (ARD) / Regie: Katja Benrath
- 2023: Sterben ist auch keine Lösung (Degeto/FFP New Media / ARD) / Regie: Ingo Rasper
- 2023: Die Füchsin: Alte Sünden (Fernsehserie, Folge 8)
- 2024: Überväter (Fernsehfilm)

## Theater (Auswahl)
- Altes Schauspielhaus Stuttgart
- Schauspiel Bonn
- Ernst-Deutsch-Theater Hamburg
- Komödie Düsseldorf
- Schauspielhaus Hamburg
- Stadttheater Lüneburg
- Komödie Kassel
- Theater am Dom Köln
- Landesbühne Rheinland-Pfalz
- Komödie Stuttgart
- Kleines Theater im Park Bonn
- Theater an der Kö Düsseldorf
- Comödie  Bochum / Duisburg
- Westdeutsches Tourneetheater
- Euro Theater Central Bonn